# Isidro Sánchez García-Figueras
Isidro Sánchez García-Figueras  (Jerez de la Frontera, Cádiz, 1936. december 17. – Sevilla, 2013. szeptember 2.) spanyol labdarúgó, hátvéd. Sportpályafutása alatt egyszerűen csak Isidro néven szerepelt. Fia Quique szintén labdarúgó, majd sikeres edző.

## Pályafutása
1958 és 1961 között a Real Betis labdarúgója volt. 1961-ben szerződött a Real Madridhoz és a csapat meghatározó játékosa lett a védelemben. Négy bajnoki címet és egy spanyol kupát nyert a csapattal. Két alkalommal volt tagja BEK-döntős együttesnek. 1965 őzén a CE Sabadellhez igazolt. 1971 júniusában itt fejezte be az aktív labdarúgást. Egész pályafutása alatt az élvonalban szerepelt, összesen 262 mérkőzésen.

## Sikerei, díjai
Real Madrid
- Spanyol bajnokság
  - 1961–62, 1962–63, 1963–64, 1964–65
- Spanyol kupa
  - győztes: 1962
- Bajnokcsapatok Európa-kupája (BEK)
  - döntős: 1961–62, 1963–64